# Metoncholaimoides squalus
Metoncholaimoides squalus är en rundmaskart som beskrevs av Christian Wieser 1953. Metoncholaimoides squalus ingår i släktet Metoncholaimoides och familjen Oncholaimidae. Inga underarter finns listade i Catalogue of Life.